# Yên Ninh (thị trấn)
Yên Ninh là thị trấn huyện lỵ của huyện Yên Khánh, tỉnh Ninh Bình, Việt Nam.

## Địa lý

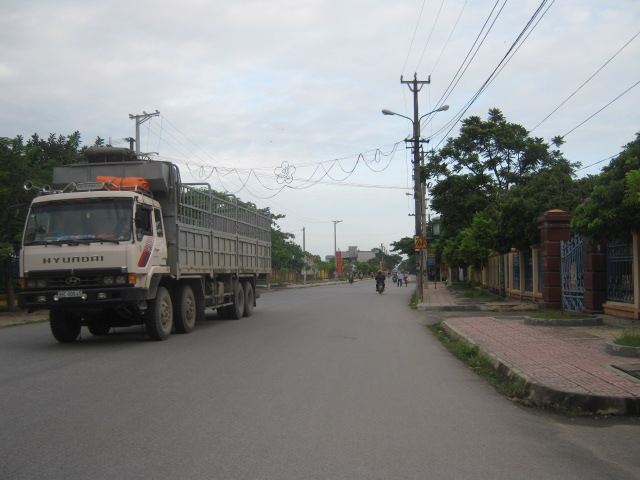
Quốc lộ 10 qua thị trấn Yên Ninh

Thị trấn Yên Ninh cách trung tâm thành phố Hoa Lư 12 km về phía đông nam dọc theo quốc lộ 10 nối tới thị trấn Phát Diệm, có vị trí địa lý:
- Phía đông bắc giáp xã Khánh Hải và xã Khánh Hội
- Phía tây giáp huyện Yên Mô
- Phía tây bắc giáp xã Khánh Vân
- Phía nam và đông nam giáp xã Khánh Nhạc và xã Khánh Hồng.

Thị trấn Yên Ninh có diện tích 8,11 km² dân số năm 2019 là 14.236 người, mật độ dân số đạt 1.755 người/km².
Tại khu phố 2 của thị trấn có chợ Huyện.

## Lịch sử
Ngày 2 tháng 11 năm 1996, Chính phủ ban hành Nghị định 69-CP về việc thành lập thị trấn Yên Ninh trên cơ sở 247,41 ha diện tích tự nhiên và 5.419 nhân khẩu của xã Khánh Ninh; 7,27 ha diện tích tự nhiên và 213 nhân khẩu của xã Khánh Vân; 3,63 ha diện tích tự nhiên của xã Khánh Hải; 9,81 ha diện tích tự nhiên và 164 nhân khẩu của xã Khánh Nhạc.
Thị trấn Yên Ninh có diện tích tự nhiên 268,12 ha và 5.796 nhân khẩu.
Sau khi điều chỉnh địa giới hành chính, xã Khánh Ninh còn lại 532,14 ha diện tích tự nhiên và 6.569 nhân khẩu.
Ngày 3 tháng 6 năm 2009, Chính phủ ban hành Nghị quyết 23/NQ-CP về việc sáp nhập toàn bộ diện tích tự nhiên 533,86 ha và dân số 7.435 người của xã Khánh Ninh vào thị trấn Yên Ninh quản lý.
Thị trấn Yên Ninh có 811,58 ha diện tích tự nhiên và 13.782 nhân khẩu.

## Hành chính
Thị trấn Yên Ninh được chia thành 10 khu phố: 1, 2, 3, 4, 5, 6, Đông, Trung Lân, Thị Lân, Vườn Chay.

## Đường phố
Thị trấn Yên Ninh có các tuyến đường: Nguyễn Văn Giản, Hòa Bình, Hồng Tiến, Phạm Cự Lượng, Cầu Rào, Vườn Chay, Quyết Thắng, Trần Quốc Toản, Triệu Việt Vương, Khu Đông, Làng Đa, Nam Giang, Khương Thượng, Mạc Đăng Dung, Khánh Ninh, Lê Thánh Tông, Lê Đại Hành, Vũ Duy Thanh.